# Diodon eydouxii
El pez erizo pelágico (Diodon eydouxii) es una especie de peces de la familia Diodontidae en el orden de los Tetraodontiformes.

## Morfología
Los machos pueden llegar alcanzar los 27 cm de longitud total.

## Alimentación
Come zooplancton y larvas de peces hueso.

## Hábitat
Es un pez de mar de clima tropical.

## Distribución geográfica
Se encuentran en todos los océanos de clima tropical.